# Wolfgang Bonde
Wolfgang Oskar Bonde (né le 15 décembre 1902 à Altenbourg, mort le 15 mars 1945 à Bergen-Belsen) est un juriste résistant allemand au nazisme.

## Biographie
Wolfgang Bonde est le fils de Carl Bonde, éditeur d'Altenbourg, et de son épouse Meta Kriewitz. L'avocat et éditeur Karl Helmuth Bonde (1904-1942) est son frère cadet ; il meurt sur le front de l'Est.
Wolfgang Bonde étudie le droit à l'université de Göttingen. Il réussit son référendaire juridique à Iéna. En 1928, il est docteur en droit à l'université d'Iéna. De 1928 à 1932, il est Gerichtsassessor à Weimar et Greiz. Il s'établit à Berlin en tant qu'avocat en 1938 et a plus tard un bureau de notaire.
Il épouse le 5 février 1940 Ingeborg Hartmann avec qui il a un fils.
Appelé à l'Office des Affaires étrangères en 1940, il travaille jusqu'en 1944 comme auxiliaire au service de la culture et de l'information de la légation allemande à Stockholm (de). Il est considéré comme l'une des figures clés du département culturel. Il existe des tendances d'opposition au sein de l'ambassade. Bonde lui-même critique le régime nazi devant les citoyens suédois et affiche ouvertement une attitude antinazie. Il se pense en sécurité dans la Suède neutre. Il déclare que le droit en Allemagne fut aboli en 1933 et que l'Allemagne avait un « gouvernement de gangsters ».
Franz Six, chef du département de la politique culturelle au ministère fédéral des Affaires étrangères, est responsable de son arrestation. Lors du déplacement professionnel à Berlin qu'il avait ordonné, Bonde est arrêté le 24 octobre 1944 par la Gestapo en tant que « combattant de la résistance et défaitiste ». Malgré sa maladie pulmonaire chronique, il est transféré de la prison de la Gestapo de la Prinz-Albrecht-Strasse au camp de concentration d'Oranienbourg. En décembre 1944, il est transféré au camp de concentration d'Oranienbourg-Sachsenhausen et en février 1945 au camp de concentration de Bergen-Belsen. Il y meurt moins de deux mois avant la capitulation de la Wehrmacht.